# 胡真才
胡真才（1950年—2017年4月14日）陕西旬阳人，中华人民共和国翻译家。

## 生平
胡真才是中国共产党党员。大学文化。1975年参加工作，历任国家出版局版本图书馆办事员，人民文学出版社见习编辑、编辑、副编审、编审。1978年到1980年，在人民文学出版社文学进修班学习。1988年到1990年，在阿根廷进修西班牙语国家文学。1980年代初，开始发表文学作品。2003年加入中国作家协会。
2017年4月14日，胡真才在北京因车祸抢救无效逝世，享年67岁。

## 著作
胡真才的译著有：
- 长篇小说：《中奖彩票》、《寒水岭匪帮》（合译）
- 戏剧剧本：《维加戏剧选》（合译）、《回归本源——加西亚·马尔克斯传》（合译）[1][2]

胡真才所编图书有：
- 《塞万提斯全集》（获第三届国家图书奖）
- 《荷马史诗》（获第四届国家图书奖）
- 《杨绛全集》
- 《唐吉诃德》[1][2]